# (3369) Freuchen
(3369) Freuchen – planetoida z pasa głównego asteroid okrążająca Słońce w ciągu 5 lat i 114 dni w średniej odległości 3,04 j.a. Została odkryta 18 października 1985 roku w Obserwatorium Brorfelde przez zespół astronomów. Nazwa planetoidy pochodzi od Petera Freuchena (1886–1957), duńskiego polarnika i pisarza, i została nadana z okazji setnej rocznicy jego urodzin. Nazwa została zaproponowana przez Karla Augustesena. Przed jej nadaniem planetoida nosiła oznaczenie tymczasowe (3369) 1985 UZ.